# Bolotana
Bolotana (sardinski: Olòthene, Bolòtzana) je grad i općina (comune) u pokrajini Nuoru u regiji Sardiniji, Italija. Nalazi se na nadmorskoj visini od 472 metra i ima 2 618 stanovnika.
 Prostire se na 108,44 km2. Gustoća naseljenosti je 24 st/km2.
Susjedne općine su: Bonorva, Bortigali, Illorai, Lei, Macomer, Noragugume, Orani, Ottana i Silanus.